# まるかいてベスト
『まるかいてベスト』は、2012年9月26日に発売されたアルバム。

## 概要
アニメ「Axis powers ヘタリア」のエンディングテーマに使用された「まるかいて地球」をベースに、これまでアニメDVD初回限定版の特典などで発表されていた数々の各キャラVer.楽曲をひとつにまとめたもの。キャラクターごとにそれぞれ異なる歌詞、アレンジに変更した楽曲となっている。

## 収録曲
- 01.「まるかいて地球」オリジナルバージョン　うた：イタリアCV：浪川大輔
- 02.「まるかいて地球」Remixバージョン　うた：イタリアCV：浪川大輔
- 03.「まるかいて地球」　うた：ドイツCV：安元洋貴
- 04.「まるかいて地球」　うた：日本CV：高橋広樹
- 05.「まるかいて地球」　うた：イギリスCV：杉山紀彰
- 06.「まるかいて地球」　うた：フランスCV：小野坂昌也
- 07.「まるかいて地球」　うた：アメリカCV：小西克幸
- 08.「まるかいて地球」　うた：ロシアCV：高戸靖広
- 09.「まるかいて地球」　うた：中国CV：甲斐田ゆき
- 10.「まるかいて地球」　うた：ちびたりあCV：金田アキ
- 11.「まるかいて地球」　うた：神聖ローマCV：金野潤
- 12.「まるかいて地球」　うた：スイスCV：朴璐美
- 13.「まるかいて地球」　うた：リヒテンシュタインCV：釘宮理恵
- 14.「まるかいて地球」　うた：ポーランドCV：たなかこころ
- 15.「まるかいて地球」　うた：リトアニアCV：武内健
- 16.「まるかいて地球」　うた：オーストリアCV：笹沼尭羅
- 17.「まるかいて地球」　うた：プロイセンCV：髙坂篤志
- 18.「まるかいて地球」　うた：シーランドCV：折笠愛